# Neofundulus ornatipinnis
Neofundulus ornatipinnis är en fiskart som beskrevs av Myers, 1935. Neofundulus ornatipinnis ingår i släktet Neofundulus och familjen Rivulidae. Inga underarter finns listade i Catalogue of Life.